# Altschuldenhilfe-Gesetz
Das Altschuldenhilfe-Gesetz ist ein deutsches Bundesgesetz vorrangig zur Regelung der sogenannten Altschulden kommunaler und genossenschaftlicher Wohnungsunternehmen. Es gilt auch für private Vermieter.

## Altschulden, Altverbindlichkeiten
Altschulden bzw. Altverbindlichkeiten sind bzw. waren finanzielle Lasten, die auf ehemals staatlichem Grund in den neuen Ländern liegen bzw. lagen. Nach Art. 22 Abs. 4 des Einigungsvertrages „geht mit Wirksamwerden des Beitritts das zur Wohnungsversorgung genutzte volkseigene Vermögen mit gleichzeitiger Übernahme der anteiligen Schulden in das Eigentum der Kommunen über.“ Das ursprüngliche zu übernehmende Kreditvolumen wurde zum Stichtag 1. Juli 1990 mit rund 36 Mrd. DM beziffert (rund 15.000 DM pro Wohnung). Dieser Betrag wurde zunächst bis 31. Dezember 2003 gestundet.
Gesetzlich wurden diese Altverbindlichkeiten später definiert als:
… Verpflichtungen der in § 2 Abs. 1 bezeichneten Wohnungsunternehmen und privaten Vermieter aus Krediten für Wohnungen, deren höchstzulässiger Mietzins sich aus § 11 Abs. 2 und 3 des Miethöhegesetzes in der bis zum 10. Juni 1995 geltenden Fassung ergibt und bei denen die Kredite

1. bis zum 30. Juni 1990 auf Grund von Rechtsvorschriften der Deutschen Demokratischen Republik für Wohnzwecke im Rahmen des volkseigenen und genossenschaftlichen Wohnungsbaus sowie zur Schaffung und Erhaltung oder Verbesserung von privatem Wohnraum in dem in Artikel 3 des Einigungsvertrages genannten Gebiet gewährt worden sind oder

2. von Wohnungsunternehmen zur Finanzierung der vor dem 3. Oktober 1990 begonnenen Mietwohnungsbauvorhaben nach dem 30. Juni 1990 in dem in Artikel 3 des Einigungsvertrages genannten Gebiet aufgenommen worden sind. (§ 3 Abs. 1 AltSchG)

## Verlauf des Gesetzes und seiner Änderungen
Ab 1. Januar 1994 hätte dieser Betrag verzinst und getilgt werden müssen, was die Kommunen im Beitrittsgebiet bzw. die neu gebildeten Wohnungsunternehmen hoffnungslos überfordert hätte. Durch das am 27. Juni 1993 in Kraft getretene Gesetz wurde zunächst eine Zinshilfe in voller Höhe eingeführt, die bis zum 30. Juni 1995 galt. (§ 7 des AltSchG, übrigens die einzige Regelung, die auch private Vermieter betraf).
Überdies wurde eine Regelung so eingeführt, dass eine Teilentlastung unter bestimmten Rahmenbedingungen erfolgen kann, wenn das Unternehmen bzw. die Genossenschaft einen Antrag bis zum 31. Dezember 2003 an den Erblastentilgungsfonds stellt und sich damit verpflichtet, die damit verbundenen, aus dem AltSchG ergebenden Verpflichtungen zu erfüllen. Dabei wurde die Übernahme dieser Verbindlichkeiten so geregelt, dass alle Verbindlichkeiten von höher als 150,00 DM pro Quadratmeter Wohnfläche, jedoch nicht mehr als insgesamt 1.000,00 DM pro Quadratmeter Wohnfläche durch den Erblastentilgungsfonds übernommen werden. Dies entspricht einer vorläufigen Entlastung in Höhe von rund 31 Mrd. DM.
Im Gegenzug mussten sich die Wohnungsunternehmen verpflichten 15 Prozent ihrer Wohnungen und mindestens 15 Prozent der gesamten Wohnfläche des beantragenden Unternehmens (gerechnet nach dem Stand vom 1. Januar 1993) zu privatisieren bzw. im Falle der Wohnungsgenossenschaften zu verkaufen, und zwar im Zeitraum bis einschließlich 31. Dezember 1999. An frühere Eigentümer rückübertragene Wohnungen wurden auf diese Zahlen nicht angerechnet. (§ 5 Abs. 1 AltSchG)
Aus dem Veräußerungserlös war der Betrag von 150,00 DM (zuzüglich der veräußerungsbedingten Sanierungskosten) überschießende Erlös anteilig an den Erblastentilgungsfonds abzuführen, und zwar von 20 Prozent 1993 ansteigend auf 50 Prozent im Jahre 1999 (§ 5 Abs. 2 AltSchG). Da sich abzeichnete, dass dieser Zeitraum als zu kurz bemessen war, wurde über die ursprüngliche Regelung hinaus eine Verlängerung bis zum 31. Dezember 2003 dergestalt eingeführt, dass nunmehr auch Privatisierungen bis 2003 angerechnet wurden, der abzuführende Anteil an den Erblastentilgungsfonds blieb 2000 bei 50 Prozent und stieg danach bis 2003 auf 55 Prozent. Außerdem konnten Unternehmen, die die Privatisierungsziele nicht erreichen konnten, auch einen sogenannten Entlastungsbetrag (Ablösung) in Höhe des regulär abzuführenden Betrages an den Erblastentilgungsfonds bis 31. Dezember 2003 zahlen. (§ 5 Abs. 2a und 3 AltSchG)
Im Rahmen der 2. Novellierung des Altschuldenhilfe-Gesetzes vom 28. August 2000 und der auf dieser gesetzlichen Grundlage erlassenen Altschuldenhilfeverordnung wurde dann noch die Möglichkeit zur Gewährung zusätzlicher Entlastung von Altverbindlichkeiten geschaffen, wenn das antragstellende Wohnungsunternehmen durch eine Leerstandsquote von mindestens 15 Prozent des Wohnungsbestandes in seiner wirtschaftlichen Existenz im Sinne der Altschuldenhilfeverordnung gefährdet ist, aber ein tragfähiges Sanierungskonzept besitzt, das unter Berücksichtigung städtebaulicher Aspekte geeignet sei, die negative wirtschaftliche Entwicklung des Unternehmens durch den Abbau von Wohnungsüberbeständen (Abriss oder Rückbau) umzukehren. In diesem Fall wurde ab dahin dieser Abriss/Rückbau auch in die Privatisierungsquote nach AltSchG von 15 Prozent mit einbezogen.

## Wirkung
Das Gesetz war umstritten, da viele Kommunen und Wohnungsbaugenossenschaften argumentierten, dass die Altschulden lediglich Buchkredite waren und nur durch die Veräußerung der Staatsbank der DDR zu Realkrediten wurden. Außerdem wurde zu Recht befürchtet, dass die vorrangige Privatisierung an Mieter nicht funktionieren werde. Im Verlauf des Gesetzes sind daher viele weitere Regelungen geschaffen worden, um die Bildung von sogenannten „Neu-Genossenschaften“ (auch als Herausgründungen aus bestehenden Genossenschaften), Zwischenerwerbermodellen (v. a. um die knappe Zeit abzufedern) oder paketweise Verkäufe an Finanzinvestoren als „Privatisierungen“ bzw. „Veräußerungen“ im Sinne des Gesetzes anzusehen.
Nach einer Analyse der Kreditanstalt für Wiederaufbau aus dem Jahr 2001 „investierten die Wohnungsunternehmen, denen Teilentlastung gewährt wurde, bis Ende 1999 45 Mrd. EUR in ihren Wohnungsbestand. Von den insgesamt von ihnen zu privatisierenden 364.000 Wohnungen wurden bis Ende 2001 277.000 Wohnungen veräußert, d. h. die bestehende Verpflichtung zur Privatisierung wurde bis Ende 2001 zu einem Anteil von 77 % erfüllt. Mittlerweile konnte etwa 95 % der Unternehmen, die Altschuldenhilfe in Form von Teilentlastung erhalten haben, abschließend die Erfüllung ihrer Verpflichtungen aus dem AHG bestätigt werden“.
Die Wirkungen dieses Gesetzes wurden auch 2015 noch kontrovers diskutiert: Die unterschiedlichen Wirkungen im ländlichen versus dem städtischen Raum dieser, z. T. als „Zwangsprivatisierung“ bezeichneten Maßnahmen, sind noch immer offensichtlich, zumal das Ziel der vorrangigen „Mieterprivatisierung“, wie sie 1993 angestrebt war, deutlich verfehlt wurde.